# Myodo Kazuya
Kazuya Myodo (sinh ngày 4 tháng 4 năm 1986) là một cầu thủ bóng đá người Nhật Bản.

## Sự nghiệp câu lạc bộ
Kazuya Myodo đã từng chơi cho Japan Soccer College, Albirex Niigata Singapore, Albirex Niigata, Pattaya United và Kataller Toyama.